# Sherwood (Arkansas)
Sherwood è una città degli Stati Uniti d'America, situata nella Contea di Pulaski nello Stato dell'Arkansas.